# Eodinarthrum horridum
Eodinarthrum horridum är en nattsländeart som beskrevs av Schmid 1959. Eodinarthrum horridum ingår i släktet Eodinarthrum och familjen kantrörsnattsländor. Inga underarter finns listade i Catalogue of Life.